# A38 (Frankrijk)
De A38 of La Côte-d’Orienne is een autosnelweg gelegen in Frankrijk tussen de A6 bij de plaats Pouilly-en-Auxois en de stad Dijon. De autosnelweg loopt parallel aan het Bourgondisch Kanaal. Sinds 1 januari 2024 is de snelweg overgedragen aan het departement Côte d'Or.